# Войшин-Мурдас-Жилинский, Ипполит Паулинович
Ипполит Паулинович Войшин-Мурдас-Жилинский (6 апреля 1856 — 20 января 1926) — российский военный деятель, генерал от инфантерии (1913), георгиевский кавалер.

## Хронологический послужной список
- Родился 6 апреля 1856 года. Из дворян, православный.
- Образование получил в Михайловской Воронежской военной гимназии.
- 10.08.1872 — вступил в службу. Поступил в 1-е Павловское военное училище. Был портупей-юнкером.
- 07.08.1874 — окончил 1-е Павловское военное училище[2]. Из училища выпущен по 1-му разряду подпоручиком с прикомандированием к лейб-гвардии 1-му стрелковому ЕИВ батальону.
- ст. 07.08.1874 — подпоручик.
- ст. 07.08.1874 — прапорщик гвардии.
- ст. 04.08.1876 — подпоручик гвардии.
- ст. 30.08.1877 — поручик гвардии.
- Участник русско-турецкой войны 1877-78, за участие в которой был награждён Румынским железным крестом (кроме российских наград).
- 1878 (ст. 30.08.1878) — штабс-капитан.
- 1878 — награждён орденом Св. Анны 4-й ст. с надписью «За храбрость».
- 1879 — награждён орденом Св. Станислава 3-й ст. с мечами и бантом.
- 1879 — награждён орденом Св. Анны 3-й ст. с мечами и бантом.
- 1882 — окончил Николаевскую академию Генерального штаба по 1-му разряду[3].
- 30.04—22.09.1882 — репетитор 1-го военного Павловского училища.
- 22.09.1882—13.04.1885 — адъютант 1-го военного Павловского училища.
- 1884 — награждён орденом Св. Станислава 2-й ст. с мечами и бантом.
- 1885 (ст. 26.11.1885) — капитан.
- 26.11.1885—22.09.1886 — состоял для поручений при штабе Виленского ВО.
- в 1886—1891 годах — преподаватель тактики в Виленском пехотном юнкерском училище[4].
- 1886 — награждён орденом Св. Владимира 4-й.
- 1886 (ст. 13.04.1886) — подполковник.
- 22.09.1886—22.09.1891 — ст. адъютант штаба Виленского ВО.
- 1890 (ст. 01.04.1890) — полковник, за отличие.
- 13.09—12.12.1890 — отбывал цензовое командование батальоном в 105-м пехотном Оренбургском полку.
- 12.12.1890—13.09.1891 — отбывал цензовое командование батальоном в 52-м пехотном Виленском полку.
- 22.09.1891—02.10.1892 — начальник штаба Бендерской крепости.
- 02.10.1892—22.08.1894 — начальник штаба 20-й пехотной дивизии.
- 1894 — награждён орденом Св. Анны 2-й ст.
- 22.08.1894—26.03.1898 — начальник штаба 38-й пехотной дивизии.
- 1898 — награждён орденом Св. Владимира 3-й ст.
- 26.03.1898—30.04.1900 — командир 150-го пехотного Таманского полка.
- 1900 (ст. 30.04.1900) — генерал-майор, за отличие.
- 30.04.1900—20.05.1902 — начальник штаба 18-го армейского корпуса.
- 20.05.1902—26.10.1905 — окружной генерал-квартирмейстер штаба войск Гвардейского и Петербургского ВО.
- 1903 — награждён орденом Св. Станислава 1-й ст..
- 26.10.1905—06.04.1907 — состоял в распоряжении Главнокомандующего войсками Гвардейского и Петербургского ВО.
- 1906 — награждён орденом Св. Анны 1-й ст.
- 06.04.1907—15.05.1912 — начальник 4-й пехотной дивизии.
- 06.12.1910 — награждён орденом Св. Владимира 2-й ст.
- 1907 (ст. 22.04.1907) — генерал-лейтенант, за отличие.
- с 15.05.1912—19.04.1917 — командир 14-го армейского корпуса.
- 1913 (ст. 14.04.1913) — генерал от инфантерии, за отличие.
- 22.10.1914 — награждён орденом Св. Георгия 4-й ст. (доп. к ВП от 22.10.1914; за бои на левом берегу Вислы 10-22.10.1914).
- 18.03.1916 — награждён орденом Белого орла с мечами (ВП от 18.03.1916).
- 19.04.1917 — снят с поста и зачислен в резерв чинов при штабе Двинского ВО.
- 04.05.1917 — уволен от службы по прошению с мундиром и пенсией.
- 1918 — вступил добровольно в РККА, преподавал тактику на Нижегородских командных курсах[5].
- 28.09—06.10.1919 — он и его брат арестовывались Нижегородской ЧК, после ряда допросов и частичной конфискации имущества[1] оба были освобождены[6].
- 20.01.1926 — умер в Нижнем Новгороде. Был похоронен на местном лютеранском кладбище.

### Семья
- Был женат. Жена — Антонина Аполлоновна[7] (родная сестра генерала от инфантерии В. А. Олохова). Детей не имел.
- Его брат: Леонид Паулинович Войшин-Мурдас-Жилинский, генерал-лейтенант РИА в отставке, бывший директор Нижегородского графа Аракчеева кадетского корпуса, после Октябрьской революции — также в РККА (преподаватель)[8].